# Tatort: Urlaubsmord
Urlaubsmord ist ein österreichischer Fernsehkrimi von Peter Weck aus dem Jahr 1975. Er entstand als 55. Folge der Kriminalreihe Tatort.

## Handlung
Oberinspektor Marek ist zur dreiwöchigen Kur in Kärnten. Er hat über zehn Kilo abgenommen und freut sich auf seine Rückkehr nach Wien am nächsten Tag. Während seines Aufenthalts wird im nahen See ein Toter gefunden. Marek hatte die Schüsse gehört, sie jedoch nicht als bedeutend eingeschätzt. Der Tote entpuppt sich als Herr Winkler aus Wien. Der ebenfalls im Kärtener Kurbetrieb angekommene Münchner Oberinspektor Veigl identifiziert den Toten als Rauschgiftschmuggler. Er wollte sich mit ihm vor Ort treffen, da Winkler gegen den Rauschgiftring aussagen wollte. Marek tritt am nächsten Tag mit dem Ehepaar Tornay die Heimreise nach Wien an. In Tornays verschlossenem Haus findet das Ehepaar in Mareks Anwesenheit eine Frauenleiche vor. Frau Tornay verdächtigt sofort ihren Mann des Mordes, war der doch am Vorabend einige Zeit verschwunden und ist zudem für seine Seitensprünge bekannt. Mareks Abteilung, die einmal im Jahr einen Mord zur Bearbeitung erhält, darf den Fall um die Frauenleiche lösen. Marek wiederum wird mit zwei weiteren unerwarteten Ereignissen konfrontiert: Seine Dienstwaffe ist bereits seit einigen Wochen verschwunden. Zudem plant das Innenministerium die Auszeichnung seines Kollegen Wirz mit einer neu ins Leben gerufenen Medaille, und Marek muss dem Ministerium zuarbeiten.
Bei der toten Frau handelt es sich um die Prostituierte Maria Kopf, genannt Mia. Bald erkennen die Ermittler, dass Mia ein geheimes Buch führte, in dem sie die Einnahmen von Freiern notierte. Aus den Geldern lässt sich rekonstruieren, dass Mia die Männer erpresste, und tatsächlich sagen zahlreiche Opfer aus, Mia habe gedroht, den jeweiligen Ehefrauen alles vom Seitensprung der Männer zu erzählen. Bei Bordellbetreiberin Frau Pretzel bringen die Ermittler in Erfahrung, dass Mia eine längere Affäre mit Herrn Kemater, dem Inhaber eines Transportunternehmens, hatte. Marek sucht Kemater auf, doch der bestreitet, dass er von Mia erpresst wurde. Marek kündigt an, zu einer erneuten Befragung zu erscheinen, sollte Kemater nicht von sich aus zu einer Aussage in die Polizeiinspektion kommen.
Im Kurbetrieb hatte Marek einen jungen Polizisten kennengelernt, der in Wien bei der uniformierten Polizei tätig ist und von allen nur „Boy“ gerufen wurde. Boys Traum ist es, einmal Kriminalinspektor zu werden, und so betätigt er sich fleißig als Detektiv. Er passt eines Tages Tornay ab und fragt ihn, wo er in der Mordnacht gewesen sei, da der Kilometerstand seines Wagens am nächsten Morgen 500 Kilometer mehr aufwies als am Vorabend. Tornay gesteht, in der Nacht mit einer Prostituierten in Velden gewesen zu sein, und kündigt an, dies auch Marek zu gestehen. Der hat unterdessen von einer Bürgerin einen Hinweis auf merkwürdige Personen in ihrem Haus erhalten. Da bereits früher diese Adresse als Treffpunkt von Rauschgiftschmugglern vermutet wurde, suchen Wirz und der mit ihm zerstrittene Inspektor Berntner die Wohnung auf. Die Tür ist nur angelehnt. Als beide die Wohnung betreten, wird auf sie geschossen. Berntner fängt den Schuss ab, der Wirz treffen sollte, und bricht zusammen. Er wird ins Krankenhaus gebracht, überlebt jedoch. Wirz und er schließen nun Frieden.
Wegen eines Missverständnisses wird Tornay auf die Wache zu Marek gebracht. Er darf nach kurzer Zeit wieder gehen, bittet Marek jedoch, zum Mord an Mia aussagen zu können. Obwohl er stets behauptet hatte, sie nicht zu kennen, korrigiert er sich nun. Er kannte sie und war ihr Kunde, weil sie sehr jung aussah. Er gesteht Marek, dass er pädophil sei, seinen Trieb jedoch seit Jahren unterdrücke. Seine Frau habe er geheiratet, weil sie jünger wirkte, als sie war. Nun hasse er sie. Tornay bittet Marek, ihm zu helfen, da er befürchte, seine Frau umzubringen. Marek jedoch wird ans Telefon gerufen und Tornay verschwindet, bevor Marek zurückkommt. Am Telefon hat Marek erfahren, dass man einen Lastwagen kontrolliert habe, der eine große Menge Rauschgift geladen hatte. Der Wagen gehörte zum Unternehmen von Herrn Kemater. Kemater wird als Kopf des Rauschgiftrings festgenommen. Marek vermutet, dass der Mord an Winkler und der an Mia zusammenhängen, weil Winkler die Gruppe verraten wollte und Mia vom Schmuggel wusste und Kemater erpresst hat. Kemater jedoch verweigert die Aussage zum Mörder.
Marek sucht Tornay auf und erfährt, dass dessen Frau vor wenigen Tagen bei einem Unglücksfall verstorben ist. Sie ist zufällig vor einen Laster gestolpert und wurde überfahren. Marek kann kaum glauben, was er gehört hat, doch wurde der Tod bereits untersucht und der Tod tatsächlich als Unfall eingeschätzt. Marek geht nach einiger Zeit erneut auf den Mordfall Mia ein. Ihn beschäftigt, was damals am vorletzten Tag der Kur geschehen war. Er hatte mit einigen Kurgästen, darunter den Tornays und Boy, abends an einem Tisch gesessen und Frau Tornay hatte den Schlüssel zu ihrer Kurhütte gesucht und dabei den Hausschlüssel, den sie zuerst fand, auf den Tisch gelegt. Herr Tornay fand ihn am nächsten Tag vor dem Haus in seiner Jackentasche. Tornay jedoch weiß nicht mehr genau, was am Abend mit dem Schlüssel war, und auch Marek kann die Situation nicht mehr exakt rekonstruieren.
Marek wird wegen seiner fehlenden Dienstwaffe zu seinem Vorgesetzten Hofrat Neloda zitiert, der ihm eine Rüge erteilt. Marek erfährt, dass der Diebstahl von Waffen und Uniformen in letzter Zeit überhandgenommen hat. Unter anderem sei ein Polizist wegen Kameradschaftsdiebstahls entlassen worden und habe seine gesamte Uniform mitgehen lassen. Der Mann sei bis heute nicht gefasst worden. Aufgrund einer anderen Beschreibung, bei der einem Polizisten ein abgelegter Schlüssel von einem Tisch gestohlen wurde, hat Marek plötzlich eine Idee, wer der Täter war. Er verschafft sich Zutritt zu Boys Wohnung und konfrontiert diesen bei seiner Rückkehr mit seinem Tatverdacht. Er sei nur scheinbar Kurgast gewesen, sondern in der Wirklichkeit Mittelsmann des Schmugglerrings in Kärnten, der Winkler ausschalten sollte. Er habe am Vortag der Abreise den Hausschlüssel der Tornays an sich genommen, den Frau Tornay während der Suche nach dem Kurhausschlüssel auf den Tisch gelegt hatte. Er fuhr mit seinem Sportwagen nach Wien und tötete Mia. Anschließend brachte er sie in Tornays Wohnung, deren Lage er aus den frei zugänglichen Kurunterlagen erfahren hatte. Am nächsten Morgen war er wieder bei der Kur und konnte den Schlüssel Tornay heimlich in die Jacke stecken. Boy streitet die Tat ab, zieht jedoch plötzlich einen Revolver, den er in einer Schublade versteckt hatte. Die Waffe ist nicht geladen, hatte Marek sie doch bereits gefunden und entladen. Es handelt sich um seine Waffe, die Boy ihm während der Kur entwendet hatte. Als Boy fliehen will, wird er von den in den anderen Wohnungsräumen wartenden Polizisten überwältigt und abgeführt. Marek hat nun nur noch die Aufgabe, mit Wirz zur Medaillenverleihung ins Innenministerium zu kommen. Wirz ist die Ehrung unangenehm, soll er doch für die Rettung eines Jungen ausgezeichnet werden, die nur aufgrund einer Reihe von Zufällen und Missgeschicken zustande kam. Im Ministerium stellt sich heraus, dass der Computer die Daten vertauscht hat und die Urkunde und Medaille nun auf Marek ausgeschrieben sind. Dem Ministerialsekretär Vodicka ist die Sache peinlich, doch versprechen Marek und Wirz, dass die Verwechslung nie publik werden wird. Marek jedenfalls ist bereit, die Auszeichnung anzunehmen, und so schreitet man zur Verleihung.

## Produktion
Urlaubsmord war der fünfte Tatort-Fall um Oberinspektor Marek. Fritz Eckhardt fungierte nicht nur als Hauptdarsteller, sondern schrieb auch das Drehbuch. Zum ersten Mal führte Peter Weck bei einem Tatort Regie. Er hatte mit Eckhardt bereits zuvor in Filmen von der Kamera gestanden (darunter 1971 in der Fernsehserie Wenn der Vater mit dem Sohne als Vater und Sohn) und war in zahlreichen Theaterstücken Eckhardts aufgetreten. Nach Urlaubsmord drehte Weck mit Eckhart als Marek auch den 1976 erschienenen Tatort Annoncen-Mord.
Die Kostüme des Films schuf Barbara Langbein, die Filmbauten stammen von Gerhard Hruby. Als Münchner Gastkommissar Veigl ist zu Beginn Gustl Bayrhammer zu sehen. Urlaubsmord erlebte am 28. September 1975 auf der ARD und im ORF seine Fernsehpremiere und erreichte eine Einschaltquote von 56 Prozent.

## Kritik
„Kein Urlaub für Marek: Den Zuschauer freut’s …“, fasste TV Spielfilm zusammen.